# San Nicolò Gerrei
San Nicolò Gerrei (en sard, Pauli Gerrei) és un municipi italià, dins de la província de Sardenya del Sud. L'any 2007 tenia 977 habitants. Es troba a la regió de Sarrabus-Gerrei. Limita amb els municipis d'Armungia, Ballao, Dolianova, San Basilio, Sant'Andrea Frius, Silius i Villasalto.

## Administració
| Període | Identitat        | Partit        |
| ------- | ---------------- | ------------- |
| 2006-   | Silvestro Furcas | Llista cívica |